# چوینگاچ گورنه
چوینگاچ گورنه (به لهستانی:  Dźwiniacz Górny) یک روستا در لهستان است که در گمینا لوتوویسکا واقع شده‌است. چوینگاچ گورنه ۰ نفر جمعیت دارد.